# Quelli della speciale
Quelli della speciale è una serie televisiva italiana di 12 puntate da 60 minuti l'una, trasmessa da Italia 1 dal 13 gennaio 1993, diretta da Bruno Corbucci.
La serie ripropone il cast di Classe di ferro in veste di agenti di una squadra speciale operante a Roma, selezionata e addestrata dal vicequestore Lattanzi e inviata per sei mesi in un carcere per venire a contatto con la realtà della malavita, alle prese ogni giorno con violenza, prostituzione, droga e criminalità.
Nonostante la presenza di ingredienti tipici del poliziesco come risse, inseguimenti e sparatorie, non riesce a replicare il successo della già citata Classe di ferro.

## Titoli episodi
| Nº | Titolo                      | Prima TV Italia  |
| -- | --------------------------- | ---------------- |
| 1  | Poliziotti si diventa       | 13 gennaio 1993  |
| 2  | L'evasione di Rambo         | 20 gennaio 1993  |
| 3  | Balla coi pupi              | 27 gennaio 1993  |
| 4  | Delinquenti D.O.C.          | 3 febbraio 1993  |
| 5  | Ciak a Lussemburgo          | 10 febbraio 1993 |
| 6  | Il piccolo zingaro          | 17 febbraio 1993 |
| 7  | Onore al merito             | 24 febbraio 1993 |
| 8  | Relazione pericolosa        | 2 marzo 1993     |
| 9  | Iberia Connection           | 9 marzo 1993     |
| 10 | Fate il vostro gioco        | 16 marzo 1993    |
| 11 | Operazione in bianco e nero | 23 marzo 1993    |
| 12 | Tutti in azione             | 30 marzo 1993    |

## Poliziotti si diventa
Terminato l'addestramento, comprendente lezioni di karate, tirassegno, cine-poligono, inseguimenti con un braccio o una gamba legati ed anche la temporanea reclusione in carcere, al fine di apprendere le dinamiche che avvengono nella vita dietro le sbarre, alcuni giovani vengono scelti per far parte della Squadra Speciale agli ordini del vicequestore Enrico Lattanzi. Tra questi, vi sono: Gianni Ragusa, un ragazzo padre; Gigi Lorenzi, studente presso la facoltà di giurisprudenza a cui mancano cinque esami per potersi finalmente laureare, ma costretto a fare il pony express in quanto il padre è scappato con una brasiliana; Billy Lo Bianco, un giovane italoamericano; Pasqualino Foggia, un ex aspirante attore che ha conosciuto Lattanzi durante un provino; Arcangelo Biella, rampollo di una benestante famiglia milanese; Oreste Cascio, un ex finto cieco che si guadagnava da vivere cantando nelle trattorie della città; Carolina Rapisardi, compagna di Oreste, nonché sua aiutante nelle piccole truffe svolte quotidianamente per sopravvivere. Questi ultimi due erano stati colti in flagranza di reato da Adrienne Beauvrais, una nota attrice di nazionalità francese, nonché moglie del Vicequestore Enrico Lattanzi, la quale li ha convinti a smettere di delinquere e ad arruolarsi nella polizia.

## L'evasione di Rambo
Di notte, mentre sono di pattuglia in una zona abitualmente frequentata da prostitute, alcuni agenti della Squadra Speciale sentono le grida di una ragazza inseguita da due auto. Accorsi in suo aiuto, essi provocano il dileguarsi degli inseguitori ed accompagnano Meryl, visibilmente sconvolta, a casa di Gianni. L'indomani, la ragazza viene condotta negli uffici della polizia, dove viene interrogata dal vicequestore Lattanzi. Ella racconta di essere da poco in Italia e di aver conosciuto ad un party un certo Renato Prestinei, presso la cui casa è poi andata ad abitare. L'uomo le ha poi detto di avere dei problemi economici, per risolvere i quali aveva chiesto un grosso prestito ad un strozzino senza essere in grado di restituirlo: per sistemare tutto, le ha perciò chiesto di concedersi allo strozzino. Di fronte al rifiuto della ragazza, l'uomo l'ha picchiata e lei è fuggita. Raccolte queste informazioni, il sospetto su cui gli uomini di Lattanzi devono indagare riguarda un probabile giro di prostituzione celato dietro la figura di Prestinei.

## Balla coi pupi
Pasqualino, dalla finestra di casa della sua ennesima conquista, assiste al furto di un'auto, dentro la quale vi è un bambino, di cui il ladro si disfa abbandonandolo in una cabina telefonica, dove viene trovato dalla prostituta Gilda. La madre del bimbo denuncia sia il furto che il rapimento alla polizia, mentre il protettore di Gilda si dimostra contrariato dalla presenza del piccolo perché teme che la sua attività possa essere scoperta dalle forze dell'ordine che lo stanno cercando in tutta la zona. Nel frattempo, Arcangelo e Carolina vengono incaricati di pedinare un certo Borelli, un falsario già noto alla polizia che ultimamente pare agire in maniera piuttosto sospetta.

## Delinquenti D.O.C.
In città ultimamente imperversa la malavita: un gruppo di criminali taglieggia i commercianti, punendo chi si rifiuta di pagare con la distruzione della loro attività. A ciò si aggiungono i trafficanti di droga; la polizia, in particolare, sospetta di Enrico Vismara, che sta per rientrare in Italia da un viaggio in Colombia. Gianni, Oreste ed Arcangelo lo fermano e lo conducono dal vicequestore Lattanzi, ma tutto ciò che ha con sé è una valigia in cui non sembra esservi traccia di sostanze stupefacenti. Una volta lasciato libero, Vismara inizia a corteggiare Carolina; Lattanzi approfitta della situazione invitando Carolina ad assecondare l'uomo per tentare di far luce su alcuni punti oscuri ed in particolare per capire come mai Vismara sembra parecchio interessato a recuperare la valigia che gli è stata requisita.

## Ciak a Lussemburgo
La Squadra Speciale viene inviata sotto mentite spoglie dal vicequestore in Lussemburgo per proteggere la moglie Adrienne, che sarà la protagonista di un film prodotto e diretto dall'enigmatico Joe Casetti. Oreste finge di essere il Personal Manager di Adrienne, Carolina assume il ruolo della sua truccatrice, mentre Billy le farà da controfigura. Quest'ultimo nutre parecchi sospetti sulla realizzazione del film, soprattutto quando Adrienne di rivedere il girato e Cassetti le risponde che non è possibile. Il motivo viene ben presto alla luce: nessuna scena girata fino a quel momento è stata registrata da Cassetti. Arriva poi il giorno in cui Cassetti deve dirigere la scena clou del film, quella della rapina alla banca; ed è proprio allora che Adrienne scopre la verità...

## Il piccolo zingaro
Gianni incontra ed arresta uno zingaro molto abile di giovane età. Giunto al Commissariato, il ragazzo dice solo di chiamarsi Goran e in quale campo nomadi abita. Gianni lo riaccompagna dalla sua famiglia ma, giunto al campo, nessuno mostra di voler avere a che fare né con la polizia né con il ragazzo. Insospettita da tutto ciò, Carolina si traveste da zingara e si dirige al campo nomadi per saperne di più. Riesce a conoscere Bobo, che dice di essere il padre di Goran e che addestra lui ed altri ragazzini al furto con destrezza. Ma, in realtà, tutti lì sanno che l'uomo non è il vero padre del bambino...

## Onore al merito
Un pericoloso criminale, conosciuto come "Jack Lametta", si aggira nottetempo per le strade del quartiere Tuscolano di Roma aggredendo donne indifese. Il vicequestore Lattanzi avvia le indagini e tenta di raccogliere la deposizione dell'ultima vittima, la quale, però, essendo ancora in stato di forte shock, non è in condizione di riferire alcunché di utile; ciò rende complicati gli iniziali tentativi di ricerca del colpevole. Nel frattempo, Carolina, fingendosi un'istruttrice di judo, deve cercare di scoprire chi introduce sostanze illecite in una palestra di body building.

## Relazione pericolosa
Trastevere diventa teatro di un omicidio a luci rosse. Un maniaco seriale ha ucciso a coltellate due omosessuali, di professione scenografi teatrali. Per tentare di incastrarlo, Billy e Gigi si fingono gay e attendono le sue mosse. Ma la faccenda rischia di prendere una piega molto pericolosa per i due agenti.

## Iberia Connection
Il signor Anselmo, nonno di Pasqualino, si ritrova involontariamente coinvolto in un traffico di droga che si sviluppa tra l'Italia e la Spagna. Saputo quanto accaduto, i membri della Squadra Speciale si recano prontamente a Madrid per tentare di scagionarlo. Lì incontrano il tenente Olivares, un'attraente poliziotta madrilena che li affiancherà nella loro indagine, per svolgere la quale si ritroveranno a dover frequentare alcuni dei locali più equivoci della capitale spagnola.

## Fate il vostro gioco
Gigi, nei panni di un tassista, dopo aver assicurato alla giustizia uno spacciatore di denaro falso, cerca di incastrare un pericoloso rapinatore seriale. In questa indagine, sarà affiancato da Monica, una ragazza che lavora presso la centrale radio taxi. Oreste riceve da Lattanzi un incarico che condurrà lui e Billy ad avere incontri particolari al fine di arrestare un'avvenente adescatrice (e rapinatrice) di uomini; date le circostanze, egli tenta in ogni modo di mantenere segreta la faccenda per non far scatenare l'ira di Carolina. Pasqualino e Gianni si imbattono in un pestaggio ai danni di Andrea Sensi, un giovane di buona famiglia con il vizio del gioco d'azzardo; quest'ultimo, dapprima reticente, grazie all'interessamento della sorella ed al sostegno di tutti i membri della Speciale (tra cui quello finanziario di Biella), si convince gradualmente a collaborare per fermare degli strozzini senza scrupoli e l'attività illecita di una nota bisca clandestina della capitale.

## Operazione in bianco e nero
In città si stanno susseguendo una serie di rapine e violenze ai danni di comuni cittadini e dei commercianti della zona ad opera di una banda composta da uomini dalla pelle scura. Ciò instilla diffidenza e odio nei confronti della popolazione di origine africana che risiede e lavora nella zona; ne fanno le spese principalmente il fidanzato di colore di una ragazza, osteggiato dal padre e dal fratello di lei, nonché la comunità di Don Giustino, composta proprio da ragazzi africani e di cui i residenti della zona vorrebbero al più presto la chiusura in quanto sospettano che lì si nascondano i colpevoli. Oltre a tutto ciò, la Squadra Speciale deve anche indagare sul metodo adoperato da alcuni topi d'appartamento per agire indisturbati e senza lasciare traccia. Ma l'ingegno dei giovani poliziotti li porterà a capire che molto spesso non tutto è come sembra...

## Tutti in azione
In un progressivo crescendo di avvenimenti, le ultime indagini della Squadra Speciale si avviano alla conclusione e tutti gli agenti si riuniscono presso la locanda Er Grottone, gestita da Mimmo e sua moglie ed abitualmente frequentata da Gianni e gli altri nel corso della serie, per una sorta di commiato ideale dal pubblico.